# Lurker (Film)
Lurker ist ein Filmdrama und das Regiedebüt von Alex Russell. Der Film mit Théodore Pellerin, Archie Madekwe, Havana Rose Liu, Sunny Suljic, Zack Fox und Daniel Zolghadri in den Hauptrollen feierte Ende Januar 2025 beim Sundance Film Festival seine Premiere. Die Deutschland-Premiere soll im Februar 2025 bei den Internationalen Filmfestspielen in Berlin erfolgen. Der US-Kinostart ist im August 2025 geplant.

## Handlung
Matthew stammt aus zerrütteten Verhältnissen und wohnt bei seiner Großmutter. Er arbeitet als Verkäufer in einem angesagten Bekleidungsgeschäft in Los Angeles. Eines Tages kommt der britische Popmusiker Oliver mit seiner Entourage in den Laden. Nicht nur die Kunden erkennen Oliver sofort, auch Matthew ist ganz aufgeregt und legt sogleich My Love Song for You auf von dem er weiß, dass er einer von Olivers Lieblingssongs ist.
Dies erregt Olivers Aufmerksamkeit, und er bittet Matthew, am Abend zur Show und mit hinter die Bühne zu kommen. Dort erlebt er den weniger netten Umgang der Kollegen mit dem Popstar. Oliver lädt Matthew zu sich nach Hause in die Hollywood Hills ein. Er soll seinen altmodischen Camcorder mitbringen, damit er ihm bei einer Dokumentation über sich selbst hilft, die er für seine Social-Media-Auftritte braucht. 
Bei ihren gemeinsamen Videodrehs bemerkt Oliver, Matthew sei etwas Besonderes und vielleicht sein bester Freund. Dank der hochgeladenen Videos explodiert Matthews Instagram-Account, und plötzlich ist auch er eine kleine Berühmtheit. Er beginnt, nun jeden Tag bei Oliver abzuhängen.
Als Oliver Matthews Kollegen Jamie zu einer Party in sein Haus einlädt und die anderen Gäste sofort Gefallen an ihm finden und bei ihm Pullover ordern, wie er einen trägt, beginnt es in Matthew zu brodeln.

## Produktion

### Regie und Drehbuch
Regie führte Alex Russell, der auch das Drehbuch schrieb. Es handelt sich bei Lurker um das Regiedebüt des für die Fernsehserien Beef und The Bear tätigen Drehbuchautoren. Für die Episode Forks bei The Bear erhielt er von der Writers Guild of America eine Nominierung in der Kategorie Episodic Comedy. Des Weiteren arbeitete er an den Serien Interior Chinatown und Dave mit.
Russell, der die Musikszene von Los Angeles kennt, wurde nach eigenen Aussagen für Lurker nicht nur von dem inspiriert, was er bei seinen aus der Musikbranche tätigen Freunden miterlebte, sondern auch von den sozialen Dynamiken speziell bei jungen Männern, die er während des Studiums erlebte.

### Besetzung, Dreharbeiten und Filmmusik
Die Hauptrollen wurden mit dem Kanadier Théodore Pellerin und dem Briten Archie Madekwe besetzt, die Matthew und Oliver spielen. Sunny Suljic spielt Jamie, Matthews Kollegen aus dem Bekleidungsgeschäft. Myra Turley spielt Matthews Großmutter. Zack Fox und Olawale Onayemi spielen Swett und Bowen, zwei Jungs aus Olivers Gefolge. Havana Rose Liu ist in der Rolle seiner Managerin Shai zu sehen. Daniel Zolghadri spielt Olivers Social-Media-Experten Noah. Das Casting übernahm Rebecca Dealy.
Kameramann Pat Scola war zuletzt für die Filme Pig, Mother/Android, Sing Sing und A Quiet Place: Tag Eins tätig.
Die Filmmusik komponierte der Plattenproduzent, DJ und Songwriter Kenneth Blume aka Kenny Beats. Der Schauspieler Archie Madekwe performt im Film in der Rolle von Oliver die Hip-Hop-Songs selbst. Das Soundtrack-Album mit insgesamt 12 Musikstücken soll am 22. August 2025 von Milan Records als Download veröffentlicht werden.

### Marketing und Veröffentlichung
Die Weltpremiere des Films fand am 28. Januar 2025 beim Sundance Film Festival statt. Am 21., 22. und 23. Februar 2025 wird Lurker bei den Internationalen Filmfestspielen Berlin in der Sektion Berlinale Special Gala in Kooperation mit der Kinder- und Jugendsektion Generation gezeigt. Dort wurde der Film auch in die Auswahl für den Teddy Award aufgenommen. Im April 2025 wurde Lurker in der Reihe New Directors / New Films, einem gemeinsamen Filmfestival des New Yorker Museum of Modern Art und der Film Society of Lincoln Center, gezeigt. Im Mai 2025 wird er beim Chicago Critics Film Festival gezeigt, im Juni 2025 beim Sydney Film Festival und im Juli 2025 beim Fantasia International Film Festival. Der erste Trailer wurde Anfang Juni 2025 vorgestellt. Im August 2025 sind Vorstellungen beim Melbourne International Film Festival geplant. Am 22. August 2025 soll Lurker in ausgewählte US-Kinos kommen. Dort erhielt der Film  ein R-Rating, was einer Freigabe ab 17 Jahren entspricht. Im September 2025 wird der Film beim Festival des amerikanischen Films gezeigt.

## Rezeption

### Kritiken
Von den bei Rotten Tomatoes aufgeführten Kritiken sind 96 Prozent positiv.
Natalia Winkelman schreibt in ihrer Kritik für IndieWire, Lurker sei eine Parabel über Besessenheit und Einsamkeit, und Drehbuchautor und Regisseur Alex Russell fange in seinem Debütfilm die komplexe Dynamik hierarchischer Freundschaften eindringlich ein, zeige aber auch, wie die Angst vor Entfremdung und das Verlangen nach Zugehörigkeit Menschen an den Rand des Abgrunds treiben können. Russell und sein Kameramann Pat Scola würden durchweg ein ausgeprägtes Gespür dafür beweisen, wo die Kamera am besten positioniert werden muss, um Perspektive und Emotionen optimal abzustimmen. Eine akustische Entsprechung finde sich in Kenneth Blumes gespenstischer Filmmusik, die zwischen unheimlich und ekstatisch hin- und herschwankt. Pellerin sei ein begnadeter physischer Darsteller, und sein schlaksiger Körperbau und seine großen, zappeligen Hände seien nützliche Werkzeuge, wenn er von Angst zu Wut und wieder zurück wechselt.
Christoph Petersen beschreibt Pellerin in der Hauptrolle in seiner Kritik für Filmstarts als gleichermaßen faszinierend wie verstörend, und seine totale Obsession, unbedingt zum inneren Kreis dazugehören zu müssen, entfache ebenso Mitleid wie Verachtung. Lurker sei cringe, beengend, unvorhersehbar, stylisch und im selben Moment wahnsinnig unterhaltsam und erstaunlich berührend.
David Rooney schreibt in seiner Kritik für The Hollywood Reporter, der Film brauche zwar etwas zu lange, um richtig in Fahrt zu kommen, doch wenn Matt zu erkennen gibt, wer er wirklich ist und zum Erpresser wird, wechsele er in den Thriller-Modus. Während viele Filme an diesem Punkt dem Eindringling eine angemessene Strafe zukommen lassen würden, sei Russell an diesem offensichtlichen Ausgang nicht interessiert. In der bloßen Tatsache, dass nie klar wird, ob Matt Olivers Musik oder überhaupt Musik wirklich mag, stecke der schwarze Humor des Films, und besonders die Schlussszene sei ein Wunderwerk an Zynismus und Witz.

### Auszeichnungen
Festival des amerikanischen Films 2025
- Nominierung im Wettbewerb[19]